# World of Warcraft: Cataclysm
World of Warcraft: Cataclysm je treća ekspanzija MMORPG-a World of Warcraft, dolazi nakon Wrath of the Lich King. Radnja se zbiva u razrušenom Azerothu od strane zlog zmaja Nelthariona poznatijeg kao Deathwinga. Igrači se nakon godina provvedenih u Outlandu i Northrendu vraćaju na Kalimdor i Istočna kraljestva u nove zone kao što su: Vashj'ir, Deepholm, Uldum i Twilight Highlands. Dodane su i dvije nove rase Worgen (Alliance) i Goblin (Horde). Korištenje letećih mountova je napokon omogućeno na Kalimdoru i Istočnim Kraljestvima. Službeno je najavljena na BlizzCon-u 21. kolovoza 2009, iako su podaci o ovoj ekspanziji procurili prije službenog predstavljanja. World of Warcraft: Cataclysm alpha započela je 3. svibnja 2010, zatvorena beta je započela 30. lipnja 2010, a službeni cinematic igre izašao je 17. listopada 2010.
Ekspanzija je službeno izašla u prodaju 7. prosinca 2010. Preoblikavanje Azerotha u patchu 4.0.1 došlo je nešto prije službenog izlaska ekspanzije, 12. listopada 2010.
Ovo je najprodavanija World of Warcraft ekspanzija u prva 24 sata s 3.3 milijuna prodanih primjeraka. Držala je rekord za najprodavaniju videoigru u prva 24 sata do Blizzardove nove igre Diablo III koja je prodala 3.5 milijuna primjeraka.

## Igra
Dolaskom Cataclysma maksimalni level igrača podignut je s 80 na 85. Glavni kontinenti u igri, Kalimdor i Istočna Kraljevstva u potpunosti su redizajnirani, dio područja je poplavljeno i uništeno kako bi se predočilo uništenje doneseno Cataclysmom, te su dodana neka u potpunosti nova područja. Leveling na tim kontinentima promijenjen je s 3500 novih i modernijih questova. Dodano je deset novih dungeona i pet novih raidova kao i nova sekundarna profesija, Arheologija. Glyph sistem u potpunosti je promijenjen. Dodane su i dvije nove rase, Worgeni za Alliance i Goblini za Hordu. Nadalje, postojeće klase postale su dostupne većem broju rasa u igri. Glavni gradovi Orgrimmar i Stormwind dobili su velike promjene u dizajnu. Sustav talenata također je primio dosta izmjena. Igrači su dobili svoj prvi bod talenata na levelu 10, sljedeći na levelu 11, i dalje jedan svaka dva levela do 80. Između levela 81 i 85 igrači su dobivali bod svaki level, dakle ukupni broj bodova bio je 41. Talenti omogućuju igraču da izabere nove i/ili poboljšane vještine.
Mnoge od tih promjena izdane su u patchu 4.0.1, koji je dodao sve nove sisteme (nove talente, sistem glyphova, promjene spellova, promjene resursa, uklanjanje nekih statova sa stvari i iz igre, mastery, i drugo). Promjene u starim zonama dodane su u patchu 4.0.3a, koji je izašao 23. studenog 2010.

## Radnja
Glavni dio radnje ekspanzije fokusiran je na povratak zlog zmaja Deathwinga. Nakon što je zadnje viđen u Warcraftu II, čija se radnja odvija dvadeset godina prije, Deathwing je vrijeme utrošio na svoje zaliječenje, i na planiranje svojeg vatrenog povratka s elementalne ravnice Deepholm. Njegov povratak poderao je dimenzionalnu barijeru unutar Azerotha, uzrokujući kataklizmu koja je izmijenila veliki dio površine svijeta. Usred svjetske katastrofe vraća se i sukob između Saveza (Alliance) i Horde, koja je sad pod vodstvom Garrosha Hellscreama. Otvaranjem elementalnih svjetova, kaotični elementalni duhovi i njihovi gospodari pojavljuju se da pomognu Deathwingu i nihilističkom Twilight's Hammer kultu da donesu Sat Sumraka: kraj svog života na Azerothu.
Kataklizma je odgovorna za mnoge političke promjene unutar Horde i Saveza. U jeku kataklizme, vođa Horde, ork šaman Thrall, odstupio je sa svoje dužnosti kao Warchief Horde kako bi mogao bolje pomoći cijelom Azerothu. Ova dužnost je bila predana bivšem overlordu Warsong Ofenzive, Mag'har orku ratniku Garroshu Hellscreamu. Tražeći načine da sakupi još resursa i novi teritorij za svoj narod, Hellscream je inicirao nekoliko brutalnih napada na Savez, koristeći kataklizmu za dobivanje prednosti. Ljudski kralj Varian Wrynn poslao je svoje snage u borbu protiv Garrosheve agresije, u napad na Južne Pustoši i Stonetalon Planine, dok Garrosh, za razliku od Thralla, prihvaća rat protiv Saveza.

### Ustanak Zandalarija
Zabrinuto užasnim gubitkom života među svim trollovima, pleme Zandalari putovalo je oko svijeta kako bi ujedinilo svoju rasu i kako bi ponovno izgradilo svoje nekada moćno carstvo. Zandalariji su obnovili pale gradove Zul'Gurub i Zul'Aman, i počeli s krvavim pohodima na teritorije koji su jednom bili njihovi. Rastuće trollovske snage nadale su se velikom ratu protiv ostalih rasa Azerotha, ali Vol'jin iz plemena Darkspear stao je protiv njihovih ubojitih planova, i regrutirao junake iz Horde i Saveza da naprave invaziju na njihove drevne gradove i zaustave njihov pokolj.

### Bijes Vatrozemlja
Nakon niza žestokih bitaka, heroji Azerotha prognali su Ragnarosa, gospodara vatre, i njegove elementalne sluge s Mount Hyjala. No, prijetnje su Hyjalu opstale, među ostalim i izdajničke druide koji su napustili svoje saveznike i pridružili se elementalima. Bojeći se nove elementalne invazije, branitelji Azerotha učinili su odvažan napad na Ragnarosovo vatreno kraljevstvo: Vatrozemlje. Ovdje, među vrućim plamenima ove elementalne ravnice, Ragnaros je bio moćniji nego ikada; samo najveći heroji Horde i Saveza, uz pomoć druida poput Malfuriona Stormragea, mogli su se usuditi nadati porazu gospodara vatre.

### Sat Sumraka
Na vrhuncu svoje ludosti, Deathwing se borio da odvede svijet u sumrak — devastiranu budućnost lišenu svog života. Zmajska Duša, moćan artefakt izgubljen u prošlosti, bilo je jedino oružje sposobno da zaustavi Deathwinga, i tako su čuvari Azerotha, Zmajski Aspekti, poslali broj odvažnih heroja nazad kroz vrijeme da ga nađu. Unatoč napadima misterioznog Beskonačnog Dragonflighta dok su putovali kroz vremenske tokove, heroji su vratili artefakt u sadašnjost i donijeli ga mudrom šamanu Thrallu. Uz njegovu pomoć, Zmajska Duša bila je iskorištena protiv Deathwinga tokom brutalne bitke koja je počela na nebu iznad Azerotha i nastavila se u srcu Vrtloga u središtu svijeta. Kroz udružene napore Aspekata i njihovih saveznika, Deathwingova ludost napokon je okončana. Preostali Aspekti prisiljeni su žrtvovati svoju besmrtnost kako bi upogonili Zmajsku Dušu, no oni smatraju da je njihovo vrijeme provedeno kao čuvari Azerotha prošlo i da su se heroji Saveza i Horde dokazali kao spremni i sposobni za čuvanje Azerotha.

## Poveznice
- World of Warcraft
- World of Warcraft: The Burning Crusade
- World of Warcraft: Wrath of the Lich King
- MMORPG

## Vanjske poveznice
- Blizzard Entertainment
- World of Warcraft Europe
- World of Warcraft USA
- WoWWiki